# Военные реформы (1905—1912)
Военные реформы 1905—1912 годов — В период с 1905 по 1912 год в Российской империи проводились важные военные реформы. Одной из ключевых была реформа, предпринятая в результате поражения в Русско-японской войне 1904-1905 годов. Эти изменения включали в себя создание Заготовительных комитетов для обеспечения армии снаряжением, внедрение всеобщей воинской повинности и образование Думы, что означало определенный шаг в сторону конституционализма. Также была предпринята попытка улучшить управление армией и ее эффективность.

## Армия
В 1905 году Генеральный штаб России был выделен из состава Главного штаба с учреждением должности начальника Генерального штаба, непосредственно подчиненного императору. Затем последовало создание главного управления Генерального штаба. Но положение 1905 года просуществовало лишь до 1908 года, когда начальник Генерального штаба, следуя установившимся в течение столетия взглядам, снова был подчинен военному министру, а в 1909 году был лишён и права непосредственного доклада императору. Однако учреждение должности помощника военного министpa с широкими хозяйственными правами и полномочиями привело к тому, что на военного министpa и легли по существу обязанности, намечавшиеся для начальника Генерального штаба по положению 1906 года, и для своих забот о боевой подготовке государства и войск к войне военный министр стал намного свободнее, сохраняя в то же время личный доклад императору и влияние на все прочие дела.
С централизацией в 1905 и в 1911 годах в Главном штабе высшего административного управления армией, значительная часть дел из главных управлений была передана в Главный штаб и вновь образовано главное управление по квартирному довольствию войск, а главное управление казачьих войск было упразднено.
Главное инженерное управление было переименовано в главное военно-техническое управление, которое объединило в себе техническую сторону современного оборудования войск и театров военных действий всеми необходимыми средствами. Затем последовало развитие корпусного управления в армии, а вместе с тем и расширение круга действий штаба дивизии. Корпус приобрёл вполне самостоятельное значение не только в административном и командном отношениях, но и в хозяйственном. С корпусной реорганизацией было связано и преобразование управления артиллерией и инженерными войсками, вошедшими в порядке управления в состав корпусов и дивизий, причём в целях специального технического надзора за подготовкой инженерных войск учреждена была должность инженеров-инспекторов (впоследствии — инспекторов инженерной части) в военных округах, на обязанности которых была возложена также инспекторская часть в инженерном отношении и над крепостями.
Был разработан проект реорганизации артиллерии.
При преобразовании военного управления армией было обращено внимание также на соотношение запасных и полевых войск между различными родами их и на развитие специальных войсковых частей. Новым по территории государства размещением войск были достигнуты выгоды равномерности его, простоты выполнения войск, улучшения их быта и условий их сосредоточения к границам на случай войны. В уровень с этим шло развитие железнодорожной и общей сети дорог, воссоздание флота и переустройство крепостей.
Были пополнены недостатки вооружения, современных технических средств и запасов. Увеличена производительность казённых заводов сухопутного и морского ведомств, чтобы поднять отечественную промышленность и по возможности избежать заказов за границей. Все строевые части были снабжены пулеметами; вся полевая артиллерия была перевооружена новыми скорострельными орудиями; были созданы запасы телефонного, подрывного, железнодорожного и воздухоплавательного имуществ; была образована особая автомобильная рота и т. д. Особое внимание было оказано также делу развития воздухоплавания.
Уставы всех родов войск и Полевой устав были пересмотрены и изданы вновь. Был опубликован ряд указаний, определяющих круг ведения различных учреждений в важнейших военных вопросах, а также ряд военно-научных трудов.
Вошедший в 1913 году в действие новый устав о воинской повинности внёс существенное изменение в порядке разверстки призыва, приема и освидетельствования новобранцев, а также определения льгот по призыву, и в корне изменил порядок поступления и несения службы вольноопределяющимися. Для омоложения состава нижним чинам запаса сокращен срок действительной военной службы (до 4-х лет, а в пехоте и легкой артиллерии до 3-х лет). Запас разделен на 2 разряда, и в 1-ю очередь при мобилизации должны поступать из запаса в войска наиболее молодые и малосемейные. Государем указано было принять обширные меры по снабжению частей сверхсрочными нижними чинами — с облегчением доступа им к офицерскому званию, особенно в военное время.
Было расширено пополнение войск требуемыми им специалистами. Для подготовки к военному делу молодежи, которой предстояло отбывать воинскую повинность, были привлечены спортивные общества.
На улучшение быта нижних чинов армии отпущено от казны свыше 30 млн руб.; довольствие нижних чинов жалованием было увеличено втрое, введено чайное, мыльное и постельное довольствие; особенное внимание было обращено на обучение нижних чинов грамоте и на устройство для них библиотек; в корне был изменён порядок вещевого довольствия войск; приняты меры (административные) к упорядочению взаимоотношений командного и подчиненного составов армии и флота.
Были приняты меры к освобождению войск от забот о хозяйстве, от нестроевых обязанностей и вольных работ, чтобы придать войскам значение чисто боевых и строевых частей, каковыми Он желает их видеть. Были устроены особые обмундировальные мастерские, гарнизонные хлебопекарни и др. хозяйственные заведения, в которых солдатский труд заменен вольнонаемным; многие хозяйственные дела, обременявшие войска, сдавались частным предпринимателям; число нестроевых должностей было доведено до наименьшего размера. Обращая внимание на наличие строевых нижних чинов, было сокращено число офицерских чинов, имевших право на казённую прислугу, для чего было введено денежное на наем прислуги довольствие. Были приняты широкие меры религиозно-нравственного просвещения нижних чинов, что выразилось в постройке множества полковых храмов и в обращении самого большого внимания на вопросы духовной жизни солдата. Улучшение солдатского быта завершилось изданием в 1910 году нового устава о внутренней службе в войсках.
В отношении командного состава армии заботы коснулись улучшения его быта, омоложения состава и, прежде всего, надлежащей подготовки офицеров, заново поставленной. Улучшились все стороны быта кадетов и юнкеров, постановка учебных занятий. Все юнкерские училища были преобразованы в военные, чем значительно повышен и, главное, приведён к однородности образовательный уровень офицерского корпуса. Михайловское и Константиновское артиллерийские училища были расширены до 2-х батарей, а Николаевское инженерное училище — до 2-ротного состава, и в них снова сделано обязательным прохождение 3-годичного курса. Новые учебные программы в кадетских корпусах и общий план учебных занятий в военно-учебных заведениях были перенесены на прикладную почву, благодаря чему выпускаемые из училища молодые офицеры прибывают в строевые части уже достаточно подготовленными для обучения нижних чинов и выполнения служебных обязанностей. Для всех военно-учебных был установлен особенно тщательный отбор воспитателей и преподавателей, обеспечив их предварительную подготовку. Было обращено большое внимание на приурочение к нуждам войск высшего образования офицеров. Николаевская академия генерального штаба, подготовлявшая офицеров преимущественно для службы этого штаба, была преобразована в военную академию с предоставлением ей права именоваться Императорской и иметь теперь целью дать возможно большему числу офицеров высшее военное образование. Была учреждена Интендантская академия для упорядочения военного хозяйства в войсках и вообще интендантского дела.
Дальнейшими мерами по подъёму образовательного ценза в войсках стали: установление правила, чтобы каждый артиллерийский капитан перед назначением на должность командира батареи обязательно прошёл курс офицерской артиллерийской школы; учреждение в некоторых округах особых курсов для штабс-капитанов пехоты, предназначенных к занятию должностей ротных командиров; учреждение для повышения уровня специального военного образования в войсках и их технической подготовки офицерских школ: воздухоплавательной, железнодорожной, гимнастическо-фехтовальной и офицерского класса автомобильной роты. Попутно значительно расширены программы в офицерских школах, существовавших ранее: расширена деятельность офицерской стрелковой школы и изменено «Положение об офицерской кавалерийской школе». Было пересмотрено «Наставление для офицерских занятий»; кроме военной игры, тактических задач на планах и в поле, обращено особое внимание на представление в офицерских собраниях докладов по различным отраслям военных знаний с целью более широкого ознакомления с военной техникой и особенностями всех родов войск. Была учреждена высшая аттестационная комиссия и выработаны новые правила аттестации всех вообще военнослужащих (кроме нижних чинов), причём право аттестации было предоставлено коллегиям, состав которых зависит от служебного положения аттестуемого; с той же целью поднятия нравственного уровня в войсках было значительно расширено действие суда чести, распространенное и на штаб-офицеров и служащих в военных управлениях.
Признав необходимым омоложение командного состава и ускорение его обновления, были установлены новый порядок повышения в чинах, новые нормы кандидатур на должность командиpa полка и предельный возраст для начальствующих лиц, от командиpa батальона и до командующего войсками в округе включительно. Этот возрастной ценз имел значение не только для оставления на службе, но и для зачисления в кандидаты на высшие должности и назначения на них. Признавая, что эти меры должны отразиться на имуществ. состоянии военнослужащих, было указано в дополнение к вводимым постепенно, с 1889 года, новым окладам жалованья и квартирных денег, увеличить со января 1909 года содержание всем строевым офицерам. Вместе с тем были увеличены суточные, лагерные и походные деньги и с введением новой аттестационной системы и предельного возраста установлены особые усиленные пенсии для строевых офицеров, а также льготы и для прочих чинов, оставляющих военную службу. Утвержденный новый пенсионный устав сохранил выходящим в отставку строевым чинам 80 % получаемого ими по последней должности содержания, и обеспечение лучшей пенсией было указано распространить впоследствии и на прочих военнослужащих.
Был учреждён особый институт подпрапорщиков и улучшено положения сверхсрочных унтер-офицеров, приняты меры к возможно лучшей их подготовке на особых курсах и с лучшим их обеспечением и устройством их быта достигнуто более твердое обучение войск. С той же целью был одобрен приём в учебные команды в частях 2 раза в год, с допуском сюда и молодых солдат. Вообще в обучении войск важнейшее значение придано боевой подготовке, сохраняя при этом и смотровую выучку войск.
В 1910 году был упразднён Офицерский курс восточных языков, а подготовка офицеров со знанием восточных языков была возложена на окружные специальные школы.
Было начато преобразование военно-тюремной части, переданной в ведение главного военно-судного управления, для чего при нём был учреждён особый военно-тюремный отдел.
Военно-медицинская часть была преобразована в военно-санитарную, в основу чего было положено создание корпуса врачей-санитаров и организация военно-медицинской помощи на началах, наиболее соответствующих потребностям армии, в особенности в военное время; улучшено положение военных врачей и приняты меры к образованию из них офицерского военно-санитарного корпуса; преобразована Императорская военно-медицинская академия с целью приучения врачей к требованиям военной службы в мирное и военное время; были приняты меры к подготовке в войсках необходимого числа санитаров и т. д..

## Флот
Был улучшен быт матросов и открыт доступ на морскую службу наиболее энергичным общественным элементам обращением морского училища во всесословный морской корпус, приняты меры к омоложению командного состава флота, повышены строевые требования, обращено внимание на снабжение кораблей всеми техническими усовершенствованиями и вообще всем, что требовалось современным состоянием морского дела. Было реорганизовано управление морским ведомством и создан Морской генеральный штаб; было упорядочено корабельное хозяйство; для каждой отрасли морской службы были созданы школы, как низшие (школа юнг в Кронштадте), так и высшие; приняты меры к подготовке чинов Морского генерального штаба и преобразована Николаевская морская академия; была расширена лоцманская часть; большое развитие получило подводное плавание; вводился воздушный флот в связи с морским; была установлена более тесная связь работы морского и военного ведомств для подготовки совместных действий морских и сухопутных сил; получен опыт подчинения приморской крепости морскому ведомству.
Было обращено пристальное внимание на боевые стрельбы флота и на все виды морского спорта.
Особое внимание было также уделено отечественному судостроению: значительная часть заказов на постройку кораблей флота по малой судостроительной программе 1912—1914 годов была передана частным российским судостроительным заводам. Многие из них были созданы благодаря этим заказам.

## Использованная литература
- Военная энциклопедия: [в 18 тт.] / под ред. В. Ф. Новицкого [и др.]. — СПб.; [М.]: Тип. т-ва И. В. Сытина, 1911—1915. т. 16: Минный офицерский класс — Нисса, с. 619—626.